# Прицкер, Давид Абрамович
Давид Абрамович Прицкер (11 (24) июня 1900, Киев, Российская империя — 1978, Ленинград, РСФСР, СССР) — советский композитор. Заслуженный деятель искусств РСФСР (1968).

## Биография
Родился 24 июня 1900 года в Киеве в семье оркестрового музыканта.
В 1915—1923 годах обучался в Харьковском музыкальном училище по классу фортепьяно у Р. Геники и П. К. Луценко.
С 1924 года в Ленинграде брал уроки по фортепьяно у С. И. Савшинского и по композиции у М. А. Юдина. В 1930—1932 годах учился в Ленинградской консерватории по классу композиции у М. А. Юдина.
В 1917—1953 годах выступал как пианист.
В 1938—1939 годах — заведовал музыкальной частью Ленэстрады, в 1941—1942 — музыкальной частью Дома Военно-Морского Флота в Ленинграде. В 1942—1944 годах — концертмейстер Театра оперы и балета им. С. М. Кирова, эвакуированного в Пермь. Член ВКП(б)/КПСС с 1941 года.
Участник фольклорных экспедиций.
Умер 27 января 1978 года в Ленинграде.

## Творчество
С 1935 года Давид Прицкер работал преимущественно в области песенного жанра как массового, так и концертно-эстрадного. Получил ряд премий на конкурсах песни. Создал романсы на стихи Пушкина. Очень популярной была его песня «Белокрылые чайки».
Кроме песен и романсов, Д. А. Прицкер сочинил также инструментальные пьесы для скрипки и фортепиано, виолончели с фортепиано, фортепианные дуэты и танцевальную музыку.

### Произведения
- «Гармонист», ст. С. Кирсанова, 1929
- Песни для детей: «Октябренок», «Из-за бегемота», «Колыбельная» (все на ст. М.Карелиной), «Сказка о глупом мышонке» (ст. С. Маршака)
- «Песня о баяне» на ст. А. Прокофьева
- «Песня советского казачества» на ст. А. Прокофьева
- «Завлекала я мальчишку», 1952,
- «Встань под рябиною», 1953
- «Песня молодости», 1946,
- вальс «Навстречу весне», 1953
- «Белокрылые чайки», 1955
- «Счастливая песенка», 1957
- «Суровый боцман», 1958
- «Пой с друзьями», 1960
- «Мы живем на целине», 1961
- «Песня тех, кто в море», 1964
- «В осенний вечер», слова С. Фогельсона
- «О счастье пою вам, друзья», слова С. Фогельсона [2]

## Награды и звания
- Заслуженный деятель искусств РСФСР (1968).